# Blutfahne

Adolf Hitler asistând la defilarea membrilor SA în 1935. În spatele lui se află Blutfahne și purtătorul său SS-Sturmbannführer Jakob Grimminger.

Blutfahne (pronunțat [bluːtˈfaːnə]), în traducere Drapelul Însângerat, este un steag nazist german cu svastică, care a fost purtat în timpul Puciului de la berărie din 9 noiembrie 1923 de la München, fiind înmuiat în sângele unor membri ai organizației SA care au murit acolo. Ulterior a devenit unul dintre cele mai venerate obiecte ale NSDAP (Partidul Nazist). El a fost folosit ulterior în ceremonii naziste în care noile steaguri ale organizațiilor de partid erau „sfințite” prin atingerea cu Drapelul Însângerat.

## Puciul de la berărie
Acest steag aparținea unității Sturm nr. 5 a SA și a fost purtat în marș către Feldherrnhalle. Când poliția din München a tras asupra naziștilor, stegarul Heinrich Trambauer a fost lovit de un glonț și a scăpat steagul. Andreas Bauriedl, un membru al SA care mărșăluia pe lângă steag, a fost ucis și a căzut peste el, îmbibând steagul cu sângele lui.
Există două povești referitoare la ceea ce s-a întâmplat cu steagul în urma Puciului: potrivit unei versiuni stegarul rănit Heinrich Trambauer ar fi dat steagul unui prieten care l-a scos din zona de conflict, ascunzându-l în interiorul hainei, și l-a dat mai târziu lui Karl Eggers pentru a fi păstrat în siguranță. Cealaltă versiune este că steagul a fost confiscat de către autoritățile din München și a fost restituit naziștilor mai târziu prin intermediul lui Eggers. La mijlocul anilor 1930, după apariția mitului că Bauriedl a purtat steagul, o investigație a istoricilor naziști a concluzionat că Trambauer era de fapt purtătorul drapelului și că steagul a fost ascuns de către un membru al SA și nu a fost confiscat de poliție, așa cum au fost confiscate alte steaguri naziste ce au fost restituite ulterior. Indiferent care din cele două povești este cea corectă, după ce Adolf Hitler a fost eliberat din închisoarea Landsberg (unde a executat doar nouă luni din condamnarea de cinci ani de închisoare pentru participarea sa la puci), Eggers i-a dat steagul.

## Simbol sacru nazist
După ce Hitler a primit steagul, el i-a montat o lance nouă și o țepușă; chiar sub țepușă era o placă din argint care conținea numele a 16 participanți la puci care au murit în urma atacului poliției. Bauriedl era unul din cei 16 naziști onorați. În plus, steagul nu mai era atașat de lance printr-o mânecă cusută, ci printr-o coardă împletită de culoare roșu-alb-negru.
În 1926, la cel de-al doilea congres al Partidului Nazist de la Weimar, Hitler i-a înmânat solemn steagul lui Joseph Berchtold, comandantul din acea vreme al SS-ului. Steagul a fost ulterior tratat ca un obiect sacru de către Partidul Nazist, fiind purtat de SS-Sturmbannführer Jakob Grimminger la diverse ceremonii ale Partidului Nazist. Una dintre cele mai cunoscute utilizări ale drapelului a fost atunci când Hitler, la congresul anual al partidului de la Nürnberg, a atins alte steaguri naziste cu Blutfahne, „sfințindu-le” astfel. Acest lucru a fost făcut în cadrul unei ceremonii speciale numite „sfințirea steagurilor” (Fahnenweihe).
Atunci când nu era folosit, Blutfahne era păstrat la sediul central al Partidului Nazist din München (Casa Brună), având un membru SS ca gardă de onoare. Pânza steagului avea o mică lacrimă impregnată, despre care se crede că provenea din timpul Puciului și care a rămas acolo timp de mai mulți ani.

## Dispariția
Blutfahne a fost văzut ultima dată în public la ceremonia Volkssturm din 18 octombrie 1944 (nu, așa cum s-a menționat frecvent, la ceremonia funerară a Gauleiterului Adolf Wagner, care a avut loc cu șase luni mai înainte). Această ceremonie a fost organizată de Heinrich Himmler și au asistat la ea Wilhelm Keitel, Heinz Guderian, Hans Lammers, Martin Bormann, Karl Fiehler, Wilhelm Schepmann și Erwin Kraus.
După această ultimă apariție publică, Blutfahne a dispărut. Nu se știe unde se află în prezent. Cu toate acestea, se presupune că ar fi fost mistuit de foc în timpul distrugerii Casei Brune din München în 1945.

## Legături externe
- Blutfahne at Flags of the World.